# Zentralamerika- und Karibikspiele 2023/Badminton
Badminton war eine Sportart der in  San Salvador, El Salvador, ausgetragenen 24. Zentralamerika- und Karibikspiele. Das Badmintonturnier fand vom 25. bis zum 30. Juli 2023 im Coliseo Complejo El Polvorín statt.

## Medaillengewinner
| Disziplin    | Gold | Silber | Bronze                                                               |
| ------------ | --- | --- | -------------------------------------------------------------------- |
| Herreneinzel | Luis Ramón Garrido | Yeison del Cid | Samuel Ricketts                                                      |
| Herreneinzel | Luis Ramón Garrido | Yeison del Cid | Armando Gaitán                                                       |
| Dameneinzel  | Haramara Gaitan | Taymara Oropesa | Nikte Sotomayor                                                      |
| Dameneinzel  | Haramara Gaitan | Taymara Oropesa | Tahlia Richardson                                                    |
| Herrendoppel | Aníbal Marroquín Jonathan Solís                                                                                                  | Job Castillo Luis Montoya | Yonatan Linarez Miguel Marinez                                       |
| Herrendoppel | Aníbal Marroquín Jonathan Solís                                                                                                  | Job Castillo Luis Montoya | Yeison del Cid Christopher Martínez                                  |
| Damendoppel  | Miriam Rodríguez Romina Fregoso                                                                                                  | Nikte Sotomayor Diana Corleto | Nairoby Jiménez Alissa Acosta                                        |
| Damendoppel  | Miriam Rodríguez Romina Fregoso                                                                                                  | Nikte Sotomayor Diana Corleto | Katherine Wynter Tahlia Richardson                                   |
| Mixed        | Luis Montoya Miriam Rodríguez | Christopher Martínez Mariana Paiz | Jonathan Solís Diana Corleto                                         |
| Mixed        | Luis Montoya Miriam Rodríguez | Christopher Martínez Mariana Paiz | Samuel Ricketts Tahlia Richardson                                    |
| Team         | Mexiko Luis Ramón Garrido Job Castillo Luis Montoya Armando Gaitán Haramara Gaitan Sabrina Solis Miriam Rodríguez Romina Fregoso | Guatemala Christopher Martínez Diana Corleto Mariana Paiz Eneida Santizo Nikte Sotomayor Aníbal Marroquín Jonathan Solís Yeison del Cid | Jamaika Katherine Wynter Zane Reid Tahlia Richardson Samuel Ricketts |

## Medaillenspiegel
| Platz | Land                    | Gold | Silber | Bronze | Gesamt |
| ----- | ----------------------- | ---- | ------ | ------ | ------ |
| 1     | Mexiko                  | 5    | 1      | 1      | 7      |
| 2     | Guatemala               | 1    | 4      | 3      | 8      |
| 3     | Kuba                    | 0    | 1      | 0      | 1      |
| 4     | Jamaika                 | 0    | 0      | 5      | 5      |
| 5     | Dominikanische Republik | 0    | 0      | 2      | 2      |